# Yadier Pedroso
Yadier Pedroso (né le 9 avril 1986 à La Havane et mort le 16 mars 2013 à Artemisa) est un joueur de baseball cubain. Lors des Jeux olympiques d'été de 2008 à Pékin, il remporte la médaille d'argent.

## Palmarès
- Médaille d'argent aux Jeux olympiques de Pékin en 2008